# ISO 12647
La norme ISO 12647 est relative à la production d'imprimés tramés. C'est une norme à destination des imprimeurs utilisant l'un des procédés d'impression suivant :
- Offset
- Sérigraphie
- Flexographie

La norme définit les méthodes de mesure, de gravure, d'épreuvage ainsi que les cibles colorimétriques.

## Composition de la norme
La norme ISO 12647 est composée de 8 parties :
1. Paramètres et méthodes de mesure
2. Procédés lithographiques offset
3. Impression offset sans sécheur sur papier journal
4. Processus de gravure
5. Sérigraphie
6. Processus flexographique
7. Processus d'épreuve travaillant directement à partir de données numériques
8. Processus d'impression de maquette couleur produite à partir de données numériques